# Yen Press
Yen Press é uma empresa subsidiária responsável por publicar os mangás e os graphic novels do Hachette Book Group.

## Séries originais
- Beautiful Creatures, de Kami Garcia e Margaret Stohl, arte de Cassandra Jean
- Daniel X de James Patterson e Michael Ledwidge, arte de SeungHui Kye
- The Dark-Hunters: Infinity, de Sherrilyn Kenyon, arte de JiYoung Ahn
- Gossip Girl; arte e adaptação de HyeKyung Baek, baseado na obra de Cecily von Ziegesar
- The Infernal Devices, de Cassandra Clare, arte de HyeKyung Baek
- Interview with the Vampire: Claudia's Story, de Anne Rice, arte de Ashley Marie Witter
- Maximum Ride; de James Patterson, arte de NaRae Lee
- Nightschool, de Svetlana Chmakova
- Soulless, de Gail Carriger, arte de Rem
- Twilight: The Graphic Novel; de Stephenie Meyer, arte de Young Kim
- The World of Quest, de Jason T. Kruse
- Black Butler